# Łyżwiarstwo figurowe na Zimowych Igrzyskach Olimpijskich Młodzieży 2016 – zawody drużynowe NOC
Łyżwiarstwo figurowe na Zimowych Igrzyskach Olimpijskich Młodzieży 2016 – zawody drużynowe NOC – rywalizacja w jednej z konkurencji łyżwiarstwa figurowego – zawody drużynowe NOC rozgrywanej na Zimowych Igrzyskach Olimpijskich Młodzieży 2016, która odbyła się 20 stycznia 2016 w hali Hamar Olympic Amphitheatre.
Konkurencja drużyn mieszanych NOC to konkurencja specjalna rozgrywana wyłącznie na zimowych igrzyskach olimpijskich młodzieży. Rywalizacja rozgrywana jest pomiędzy drużynami mieszanymi złożonymi z zawodników reprezentujących różne Narodowe komitety olimpijskie. Zawodnicy, którzy wzięli udział w tych zawodach zostali wyłonieni przez losowanie.

## Skład drużyn
| Drużyna            | Soliści                     | Solistki                                  | Pary sportowe                       | Pary taneczne                             |
| ------------------ | --------------------------- | ----------------------------------------- | ----------------------------------- | ----------------------------------------- |
| Team Desire        | Dmitrij Alijew              | Li Xiangning                              | Sarah Rose / Joseph Goodpaster      | Anastasija Skopcowa / Kiriłł Aloszyn      |
| Team Motivation    | Kai Xiang Chew              | Byun Ji-hyun                              | Jekaterina Borisowa / Dmitrij Sopot | Guostė Damulevičiūtė / Deividas Kizala    |
| Team Future        | Ivan Shmuratko              | Diāna Ņikitina                            | Anna Dušková / Martin Bidař         | Julia Wagret / Mathieu Couyras            |
| Team Discovery     | Deniss Vasiļjevs            | Fruzsina Medgyesi                         | Gao Yumeng / Li Bowen               | Marjorie Lajoie / Zachary Lagha           |
| Team Determination | Adam Siao Him Fa            | Annika Hocke Kaori Sakamoto               | Alina Ustimkina / Nikita Wołodin    | Francesca Righi / Pietro Papetti          |
| Team Focus         | Lauri Lankila               | Yuna Shiraiwa                             | Zhao Ying / Xie Zhong               | Marija Gołubcowa / Kiryłł Biełobrow       |
| Team Courage       | Cha Jun-hwan Roman Sadovsky | Alexandra Hagarová Juni Marie Benjaminsen | Irma Caldara / Edoardo Caputo       | Anastasija Szpilewaja / Grigorij Smirnow  |
| Team Hope          | Adrien Bannister            | Lucrezia Gennaro Anastasia Galustyan      | Kim Su-yeon / Kim Hyung-tae         | Emilia Kalehanava / Uladzislau Palkhouski |

## Wyniki

### Soliści
| Poz. | Zawodnik         | Reprezentacja    | FS     | Pts. | Drużyna            |
| ---- | ---------------- | ---------------- | ------ | ---- | ------------------ |
| 1    | Deniss Vasiļjevs | Łotwa            | 149,09 | 8    | Team Discovery     |
| 2    | Dmitrij Alijew   | Rosja            | 141,06 | 7    | Team Desire        |
| 3    | Cha Jun-hwan     | Korea Południowa | 139,97 | 6    | Team Courage       |
| 4    | Adrien Bannister | Włochy           | 119,28 | 5    | Team Hope          |
| 5    | Adam Siao Him Fa | Francja          | 97,80  | 4    | Team Determination |
| 6    | Ivan Shmuratko   | Ukraina          | 89,66  | 3    | Team Future        |
| 7    | Kai Xiang Chew   | Malezja          | 86,56  | 2    | Team Motivation    |
| 8    | Lauri Lankila    | Finlandia        | 61,57  | 1    | Team Focus         |

### Solistki
| Poz. | Zawodniczka        | Reprezentacja    | FS     | Pts. | Drużyna            |
| ---- | ------------------ | ---------------- | ------ | ---- | ------------------ |
| 1    | Yuna Shiraiwa      | Japonia          | 110,01 | 8    | Team Focus         |
| 2    | Diāna Ņikitina     | Łotwa            | 107,47 | 7    | Team Future        |
| 3    | Byun Ji-hyun       | Korea Południowa | 99,94  | 6    | Team Motivation    |
| 4    | Li Xiangning       | Chiny            | 88,73  | 5    | Team Desire        |
| 5    | Lucrezia Gennaro   | Włochy           | 83,64  | 4    | Team Hope          |
| 6    | Annika Hocke       | Niemcy           | 82,41  | 3    | Team Determination |
| 7    | Alexandra Hagarová | Słowacja         | 75,55  | 2    | Team Courage       |
| 8    | Fruzsina Medgyesi  | Węgry            | 71,26  | 1    | Team Discovery     |

### Pary sportowe
| Poz, | Zawodnicy                           | Reprezentacja     | FS     | Pts, | Drużyna            |
| ---- | ----------------------------------- | ----------------- | ------ | ---- | ------------------ |
| 1    | Jekaterina Borisowa / Dmitrij Sopot | Rosja             | 104,80 | 8    | Team Motivation    |
| 2    | Anna Dušková / Martin Bidař         | Czechy            | 103,91 | 7    | Team Future        |
| 3    | Alina Ustimkina / Nikita Wołodin    | Rosja             | 100,98 | 6    | Team Determination |
| 4    | Zhao Ying / Xie Zhong               | Chiny             | 92,74  | 5    | Team Focus         |
| 5    | Sarah Rose / Joseph Goodpaster      | Stany Zjednoczone | 82,47  | 4    | Team Desire        |
| 6    | Gao Yumeng / Li Bowen               | Chiny             | 74,45  | 3    | Team Discovery     |
| 7    | Kim Su-yeon / Kim Hyung-tae         | Korea Południowa  | 70,50  | 2    | Team Hope          |
| 8    | Irma Caldara / Edoardo Caputo       | Włochy            | 68,81  | 1    | Team Courage       |

### Pary taneczne
| Poz. | Zawodnicy                                 | Reprezentacja | FD    | Pts. | Drużyna            |
| ---- | ----------------------------------------- | ------------- | ----- | ---- | ------------------ |
| 1    | Anastasija Szpilewaja / Grigorij Smirnow  | Rosja         | 86,48 | 8    | Team Courage       |
| 2    | Anastasija Skopcowa / Kiriłł Aloszyn      | Rosja         | 80,28 | 7    | Team Desire        |
| 3    | Marjorie Lajoie / Zachary Lagha           | Kanada        | 73,78 | 6    | Team Discovery     |
| 4    | Emilia Kalehanava / Uladzislau Palkhouski | Białoruś      | 65,42 | 5    | Team Hope          |
| 5    | Marija Gołubcowa / Kiryłł Biełobrow       | Ukraina       | 64,68 | 4    | Team Focus         |
| 6    | Julia Wagret / Mathieu Couyras            | Francja       | 63,06 | 3    | Team Future        |
| 7    | Guostė Damulevičiūtė / Deividas Kizala    | Litwa         | 55,56 | 2    | Team Motivation    |
| 8    | Francesca Righi / Pietro Papetti          | Włochy        | 53,70 | 1    | Team Determination |

### Klasyfikacja końcowa
W przypadku tie-breaka pozycja rozstrzygana jest po zsumowaniu dwóch najlepszych miejsc osiągniętych przez dane drużyny.
| Poz. | Drużyna            | Soliści | Solistki | Pary sportowe | Pary taneczne | Pts. |
| ---- | ------------------ | ------- | -------- | ------------- | ------------- | ---- |
| 01 ! | Team Desire        | 7       | 5        | 4             | 7             | 23   |
| 02 ! | Team Future        | 3       | 7        | 7             | 3             | 20   |
| 03 ! | Team Discovery     | 8       | 1        | 3             | 6             | 18   |
| 4    | Team Motivation    | 2       | 6        | 8             | 2             | 18   |
| 5    | Team Focus         | 1       | 8        | 5             | 4             | 18   |
| 6    | Team Courage       | 6       | 2        | 1             | 8             | 17   |
| 7    | Team Hope          | 5       | 4        | 2             | 5             | 16   |
| 8    | Team Determination | 4       | 3        | 6             | 1             | 14   |